# Ps (Unix)
Onder Unix en diens varianten is ps (process status) een programma om informatie over actieve processen te tonen. Voor een repetitieve update van deze informatie kunt u best het programma top gebruiken. 
De meeste versies van ps accepteren zowel Unix als BSD en GNU opties, alsook een combinatie van deze.

## Enkele argumenten
- -A: toon informatie over alle actieve processen. doet hetzelfde als optie -e (every)
- -a: toon informatie over alle actieve processen, behalve group leaders en processen zonder terminal
- -u UIDlijst: toon enkel processen geassocieerd met volgende UIDs.
- u: toon gedetailleerde informatie over het proces
- -p PIDlijst: toon enkel processen met volgende PIDs.
- x: toon processen zonder een terminal, bijvoorbeeld daemons

pstree is een gelijkwaardig programma op Unix systemen. Het toont de actieve processen in een boomdiagram om zodoende de relaties en hiërarchie tussen deze weer te geven.